# Jacques Martin (historietista)
Jacques Martin (Estrasburgo, 25 de septiembre de 1921 - Orbe, 21 de enero de 2010) fue un historietista francés de la línea clara, cuyas series más conocidas son Alix (1948) y Lefranc (1952). 

## Biografía
Desde muy joven se interesó por la historia, el arte y la historieta. Estudió la carrera de ingeniería en Erquelinnes (Bélgica). En 1942, con el seudónimo de "Jam", publicó su primera historieta, Les aventures du Jeune Toddy en la revista Je maintiendray. Posteriormente, en plena Segunda Guerra Mundial, fue destinado a la fábrica Messerschmitt en Augsburgo (Alemania). Allí realizó varios dibujos. En 1945 se trasladó a París, donde preparó espectáculos teatrales sobre François Villon y Gilles de Rais que no se llevaron finalmente a escena. 
Marchó a Bélgica, intentando abrirse camino como creador de historietas. Mientras trabajaba como free-lance para la OTP (Oficina técnica de publicidad) en Bruselas conoció a Henri Leblicq. Ambos se asociaron, firmando varias historietas bajo el pseudónimo grupal Marleb. Su colaboración duró sólo un año, pero Martin continuó usando el seudónimo hasta 1950. 
La producción de Martin en esta época se extiende tanto a la historieta humorística como a la realista. Destacan, en la segunda mitad de los años 40, Le hibou gris, Le sept de trèfle, La cité fantastique, Monsieur Barbichou, Lamar l'homme invisible y Oeil de Perdrix. En 1948 entró a trabajar en la revista Tintín, fundada en 1946, para la que creó su serie más conocida, Alix, una de las obras maestras de la historieta francobelga. Los primeros trabajos de Martin para la revista Tintín muestran una clara influencia de Edgar Pierre Jacobs.
En 1952 creó una nueva serie, Lefranc, un personaje semejante a Alix, pero cuyas aventuras se desarrollan en la época contemporánea. Lefranc es un personaje claramente deudor de Tintín, tanto en los argumentos de los álbumes como en el estilo gráfico (la línea clara).
Fallece el 21 de enero de 2010, a la edad de 88 años, a causa de un edema pulmonar.

## Obra

### Alix
- 1956 - Alix l'intrépide  (Alix, el intrépido)
- 1956 - Le sphinx d'or  (La esfinge de oro)
- 1957 - L'île maudite  (La isla maldita)
- 1958 - La tiare d'Oribal  (La tiara de Oribal)
- 1959 - La griffe noire  (La garra negra)
- 1965 - Les légions perdues  (Las legiones perdidas)
- 1967 - Le dernier spartiate  (El último espartano)
- 1968 - Le tombeau étrusque  (La tumba etrusca)
- 1970 - Le dieu sauvage  (El Dios salvaje)
- 1972 - Iorix le grand  (Iorix, el grande)
- 1974 - Le prince du Nil  (El príncipe del Nilo)
- 1975 - Le fils de Spartacus  (El hijo de Espartaco)
- 1977 - Le spectre de Carthage (El espectro de Cartago)
- 1978 - Les proies du volcan  (Las víctimas del volcán)
- 1980 - L'enfant grec  (El niño griego)
- 1981 - La tour de Babel  (La torre de Babel)
- 1983 - L'Empereur de Chine (El Emperador de China)
- 1985 - Vercingétorix  (Vercingetorix)
- 1988 - Le cheval de Troie  (El caballo de Troya)
- 1996 - Ô Alexandrie (con Rafael Morales) (Oh!, Alejandría)
- 1998 - Les barbares (con Rafael Morales) (Los Bárbaros)
- 2001 - La chute d'Icare (con Rafael Morales) (La caída de Icaro)
- 2003 - Le fleuve de Jade (con Rafael Morales) (El río de jade)
- 2005 - Roma, Roma... (con Rafael Morales)  (Roma, Roma...)
- 2006 - C'était à Khorsabad (Fue en Khorsabad)
- 2007 - L'Ibère (con Christophe Simon, François Maingoval y Patrick Weber) (El Íbero)
- 2008 - Le démon du Pharos (con Christophe Simon y Patrick Weber) (El demonio de Faros)
- 2009 - La cité engloutie (La ciudad engullida)
- 2010 - Le testament de César (El testamento de César)
- 2011 - La conjuration de Baal (La conjura de Baal)
- 2012 - L'ombre de Serapis (La sombra de Serapis)
- 2013 - La dernière conquête (La última conquista)
- 2014 - Britannia (Britannia)
- 2015 -  Par-delà le Styx (Más allá del Estigia)

#### Los viajes de Alix
- 1996 - L'Égypte (1) (dibujos de Rafael Moralès) - Egipto (1) (Editado por Glenat en 2004)
- 1996 - Rome 1 (dibujos de Gilles Chaillet)
- 1996 - L'Égypte (2) (dibujos de Rafael Moralès) - Egipto (2) (Editado por Glenat en 2004)
- 1996 - Les Jeux Olympiques (dibujos de Cédric Hervan e Yves Plateau) - Los Juegos Olímpicos en la Antigüedad (Editado por Glenat en 2005)
- - Pompéi 1 (dibujos de Marc Henniquiau) Pompeya (Editado por Glenat en 2006)
- 1997 - La marine antique 1 (dibujos de Marc Henniquiau)
- 1997 - La Grèce 1 (dibujos de Pierre de Broche)
- 1998 - La Grèce 2 (dibujos de Pierre de Broche)
- 1999 - Rome 2 (dibujos de Gilles Chaillet)
- 1999 - La marine antique 2 (dibujos de Marc Henniquiau)
- 1999 - Le costume antique 1 (dibujos de Jacques Denoël)
- 2000 - Le costume antique 2 (dibujos de Jacques Denoël)
- 2000 - Carthage (dibujos de Vincent Hénin)
- 2001 - Athènes (dibujos de Laurent Bouhy)
- 2002 - Le costume antique 3 (dibujos de Jacques Denoël)
- 2002 - Jérusalem (dibujos de Vincent Hénin)
- 2003 - Persépolis (dibujos de Cédric Hevan)
- 2003 - Pétra (dibujos de Vincent Hénin)
- 2004 - Les Mayas (1) (dibujos de Jean Torton)
- 2004 - Les Etrusques (1) (dibujos de Jacques Denoel)
- 2005 - Les Mayas 2 (dibujos de Jean Torton)
- 2005 - Les Aztèques (dibujos de Jean Torton)
- 2006 - Les Vikings (dibujos Eric Lenaerts)
- 2006 - Les Incas (dibujos de Jean Torton)
- 2006 - Lutèce (dibujos Vincent Henin)
- 2007 - Les Etrusques (2) (dibujos de Jacques Denoel)
- 2008 - La Chine (dibujos de Erwin Dreze)
- 2009 - Alexandre Le Conquérant (1) (dibujos de De Marck - De Wulf)
- 2009 - L'Égypte (3) (dibujos de Rafael Moralès)
- 2009 - Lugdunum (dibujos de Gilbert Bouchard)
- 2010 - Orange. Vaison-la Romaine (dibujos de Alex Evang)
- 2011 - Vienna (dibujos de Gilbert Bouchard)
- 2012 - Nîmes. Le Pont du Gard (dibujos de Jacques Denoel)
- 2013 - Massalia (dibujos de Gilbert Bouchard)
- 2013 - Jérusalem (dibujos de Vincent Hénin)
- 2013 - Aquae Sextiae. Aix-en-Provence (dibujos de Cédric Hervan e Yves Plateau)
- 2013 - Babylone - Mésopotamie (dibujos de J.M. Ruffieux)
- 2014 - Alésia (dibujos de Willow - P.Davoz)
- 2014 - Pétra (dibujos Vincent Henin)

### Arno
- 1983 - Le Pique rouge (dibujos de André Juillard)
- 1985 - L'Œil de Kéops (dibujos de André Juillard)
- 1987 - Le puits nubien (dibujos de André Juillard)
- 1994 - 18 brumaire (dibujos de Jacques Denoël)
- 1995 - L'ogresse (dibujos de Jacques Denoël)
- 1997 - Chesapeake (dibujos de Jacques Denoël)

### Jhen
- 1978 - L'Or de la Mort  (El oro de la muerte)
- 1980 - Jehanne de France (Juana de Arco)
- 1984 - Barbe bleue  (Barba Azul)
- 1984 - Les écorcheurs (Los Desolladores)
- 1985 - La cathédrale  (La catedral)
- 1986 - Le lys et l'ogre (El oro y la flor de lis)
- 1989 - L'Alchimiste (El alquimista)
- 1990 - Le secret des Templiers (El secreto de los Templarios)
- 2000 - L'archange (El arcangel)
- 2008 - Les sorcières (Las hechiceras)
- 2009 - La Serénissime (La Serenísima)
- 2011 - Le Grand Duc D'Occident (El Gran Duque de Occidente)
- 2012 - L'Ombre des Cathares (La sombra de los Cátaros)
- 2013 - Draculea (Draculea)

#### Los viajes de Jhen
- 2005 - Les Baux de Provence (dibujos de Yves Plateau y Benoît Fauviaux)
- 2006 - Paris (1)
- 2006 - Carcassonne
- 2006 - Haut-Konigsbourg
- 2007 - Venise
- 2007 - Strasbourg
- 2008 - Les Templiers
- 2008 - Gilles de Rais
- 2009 - Paris (2), Ville fortifiée
- 2011 - L'Abbaye de Villers
- 2011 - Bruxelles
- 2011 - Bruges
- 2012 - Le Mont-Saint-Michel
- 2014 - Le Vatican

### Keos
- 1992 - Osiris (Osiris)
- 1993 - Le cobra (La cobra)
- 1999 - Le veau d'or (El becerro de oro)

(Todos los títulos con dibujos de Jean Pleyers)

### Lefranc
- 1954 - La grande menace  (La gran amenaza)
- 1961 - L'ouragan de feu (El Huracán de fuego)
- 1965 - Le mystère Borg (El misterio Borg)
- 1974 - Le repaire du Loup (dibujos de Bob de Moor) (La guarida del lobo)
- 1978 - Les portes de l'enfer (dibujos de Gilles Chaillet) (Las puertas del infierno)
- 1979 - Opération Thor (dibujos de Gilles Chaillet) (Operación Thor)
- 1981 - L'oasis (dibujos de Gilles Chaillet) (El Oasis)
- 1982 - L'arme absolue (dibujos de Gilles Chaillet) (El arma absoluta)
- 1984 - La crypte (dibujos de Gilles Chaillet) (La cripta)
- 1987 - L'apocalypse (dibujos de Gilles Chaillet) (El Apocalipsis)
- 1989 - La cible (dibujos de Gilles Chaillet) (El objetivo)
- 1997 - La Camarilla (dibujos de Gilles Chaillet) (La camarilla)
- 1998 - Le vol du Spirit (dibujos de Gilles Chaillet) (El vuelo del Spirit)
- 2001 - La colonne (dibujos de Christophe Simon) (La columna)
- 2002 - El Paradisio (dibujos de Christophe Simon) (El paraíso)
- 2004 - L'ultimatum (dibujos de Francis Carin y Didier Desmit) (El ultimatum)
- 2006 - Le maître de l'atome (El amo del átomo)
- 2007 - La momie bleue (La momia azul)
- 2008 - Londres en péril (Londres en peligro)
- 2009 - Noël noir (Navidades negras)
- 2010 - Le châtiment (El castigo)
- 2011 - Les enfants du bunker (Los niños del bunker)
- 2012 - L'éternel shogun (El eterno shogun)
- 2013 - L'enfant Staline (El niño Stalin)
- 2014 - Cuba 58 (Cuba 58)

#### Los viajes de Lefranc
- 2004 - L'aviation 1, des origines à 1914 (dibujos de Regric, alias Frédéric Legrain)
- 2005 - L'aviation 2, de 1914 à 1916 (dibujos de Regric, alias Frédéric Legrain)
- 2007 - L'aviation 3, de 1917 à 1918 (dibujos de Regric, alias Frédéric Legrain)

#### Los reportajes de Lefranc
- 2011 - Le Mur de L'Atlantique (dibujos de Olivier Weinberg)
- 2014 - Le débarquement (dibujos de Olivier Weinberg)

### Loïs
- 2003 - Le Roi Soleil (dibujos de Olivier Paques) (El rey Sol)
- 2005 - Les Louis d'Or (dibujos de Olivier Paques) (Los luises de oro)
- 2007 - Le code noir (dibujos de Olivier Paques) (El Código negro)
- 2009 - Monsieur, frère du roi (dibujos de Olivier Paques) (Monsieur, el hermano del rey)
- 2012 - L'Apollon de sang (dibujos de Olivier Paques) (El Apolo de sangre)
- 2013 - Dans les griffes du faucon (dibujos de Olivier Paques) (En las garras del halcón)

### Los viajes de Loïs
- 2006 - Versailles de Louis XIII (dibujos de Olivier Paqués)
- 2010 - Le Portugal (dibujos de Luis Filipe Diferr)

### Orión
- 1990 - Le lac sacré (dibujos de Christophe Simon) (El lago sagrado)
- 1996 - Le styx (dibujos de Christophe Simon) (El río Estigia)
- 1998 - Le Pharaon (dibujos de Christophe Simon) (El faraón)
- 2011 - Les oracles (dibujos de Marc Jailloux) (Los oráculos)

### Los viajes de Orión
- 1990 - La Grèce (1) (dibujos de Pierre de Broche)
- 1992 - L'Egypte (1) (dibujos de Rafael Morales)
- 1993 - Rome (1) (dibujos de Gilles Chaillet)
- 1994 - La Grèce (2) (dibujos de Pierre de Broche)
- 1995 - Rome (2) (dibujos de Gilles Chaillet